# Construcción naval

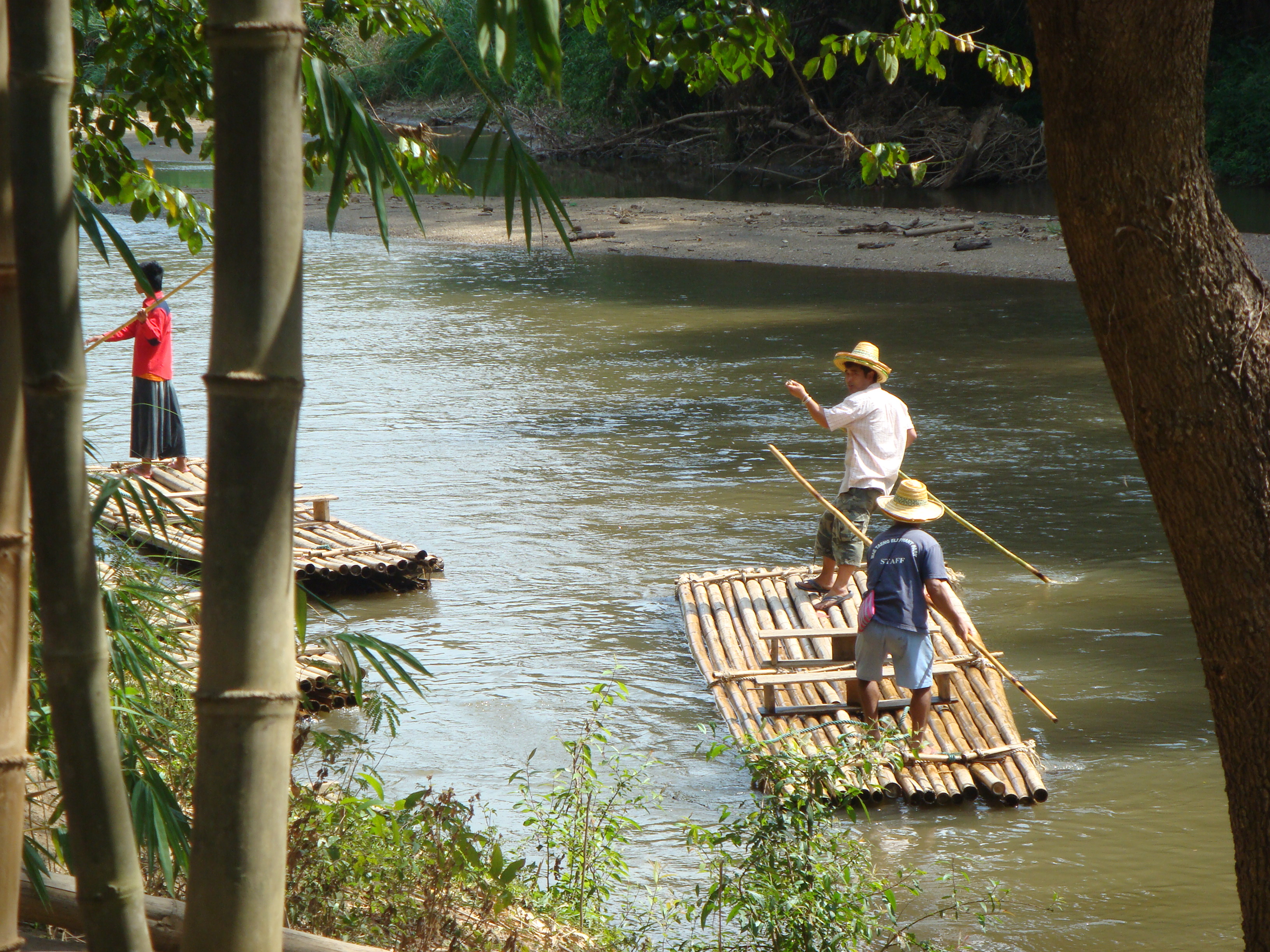
Balsa moderna de bambú. Comparable a las balsas prehistóricas.

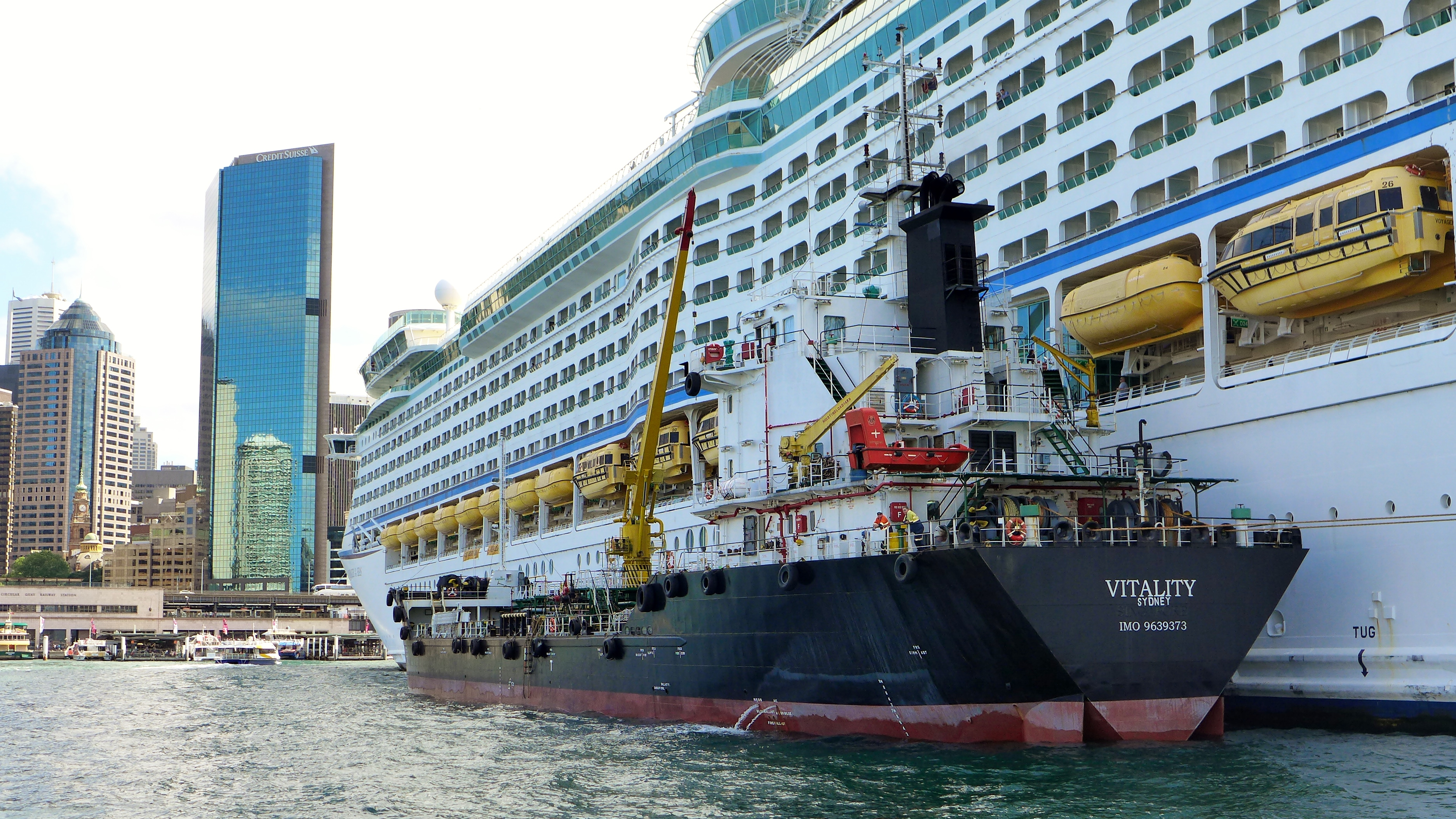
El crucero de pasajeros Voyager of the Seas cargando combustible al Circular Quay de Sídney. Por comparación el petrolero Vitality parece pequeño.

La construcción naval o construcción de barcos hace referencia a todas las actividades destinadas a la fabricación de embarcaciones, desde las barcas más pequeñas hasta las naves de grandes dimensiones.
Desde el punto de vista técnico la fabricación de un barco puede analizarse según tres apartados:
- Fabricación del casco
- Sistema de propulsión
- Sistemas complementarios

En cuanto a la economía, la construcción naval puede estudiarse como una actividad industrial (con inversiones, puestos de trabajo y beneficios) que incide en otros muchos sectores.

## Historia

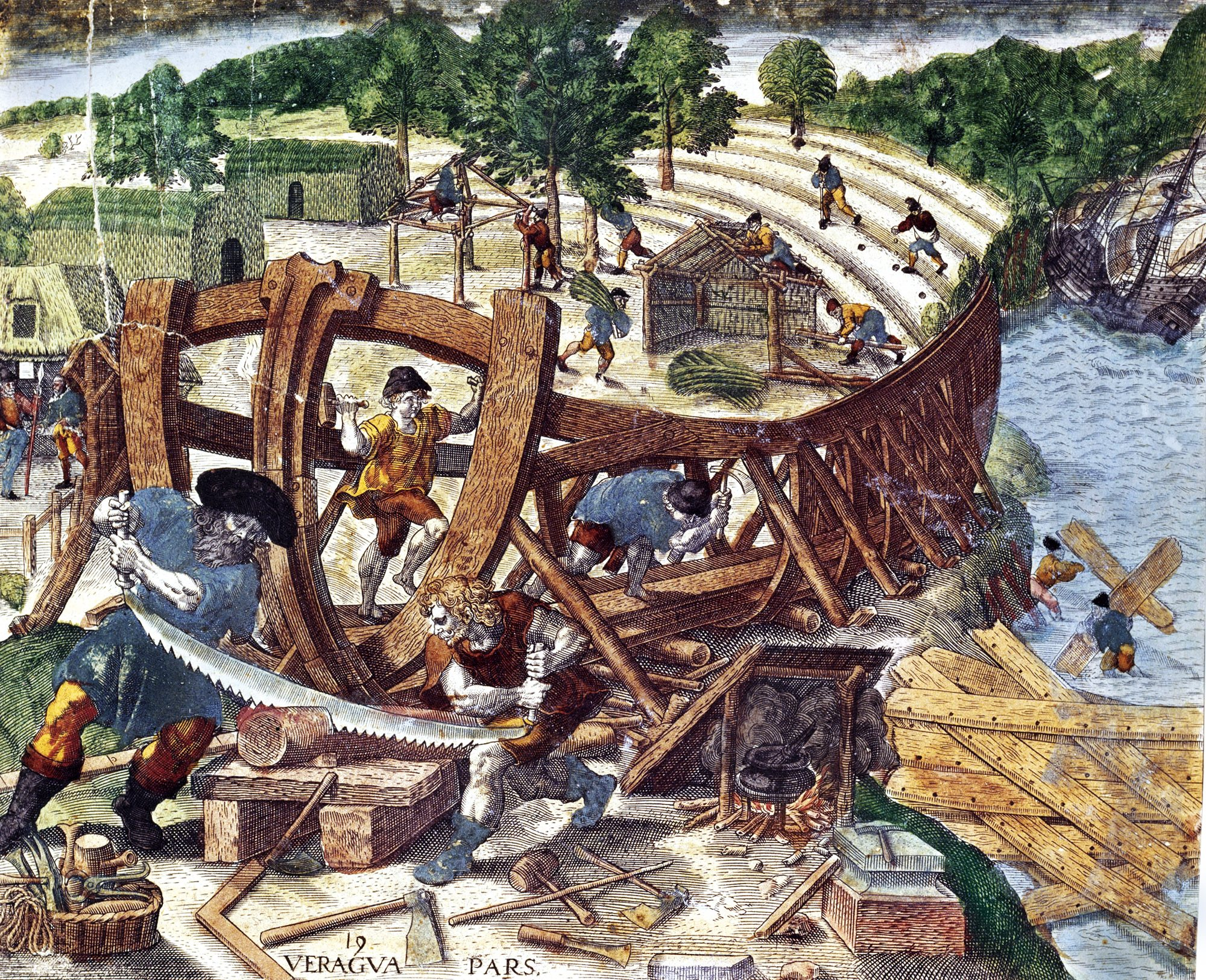
Los hombres de la expedición de Francisco de Orellana construyendo un pequeño brigantine, el San Pedro.

Las primeras evidencias arqueológicas del uso de los barcos se remontan a 50.000 o 60.000 años atrás en Nueva Guinea.
En el Antiguo Egipto hay evidencias de que ya se conocían las técnicas para unir maderas planas para formar un casco, ensamblándolas con espigas de madera y brea para calafatear. Los barcos de la dinastía XXV tenían 25 metros de longitud y un solo mástil.
El desarrollo de la navegación en tiempos greco-romanos llevó a la construcción de amplias trirremes y quinquerremes.
En la Edad Media, la navegación sufrió un retroceso que no se recuperó hasta el siglo XV cuando nuevos barcos (Urca) y la reactivación de las rutas comerciales marítimas impulsó de nuevo el viaje por mar.
En la época de los descubrimientos estos nuevos modelos, creados para surcar el Báltico y el Mediterráneo, fueron sustituidos por galeones y carabelas, ideadas para las travesías oceánicas, pasando la actividad marítima y los astilleros a la costa atlántica (Londres).
Las técnicas más antiguas de construcción de barcos probablemente fueran del tipo de vaciado de troncos para formar una canoa, o el ensamblado de troncos, juncos, etc. para formar balsas (tal y como la Kon-tiki de Thor Heyerdahl) o las estructuras de madera o caña recubiertas de pieles de animales.
El primer salto tecnológico se dio cuando empezaron a construirse barcos a base de tablas de madera. Se dan dos técnicas: las maderas superpuestas a partir de la quilla, sin cuadernas (al estilo de los drakkar vikingos) o las maderas unidas y calafateadas sobre quilla y cuadernas. El calafateo consiste en introducir entre cada dos tablas estopa y brea, de manera que se evite la entrada de agua por las rendijas que quedan entre dos tablones.

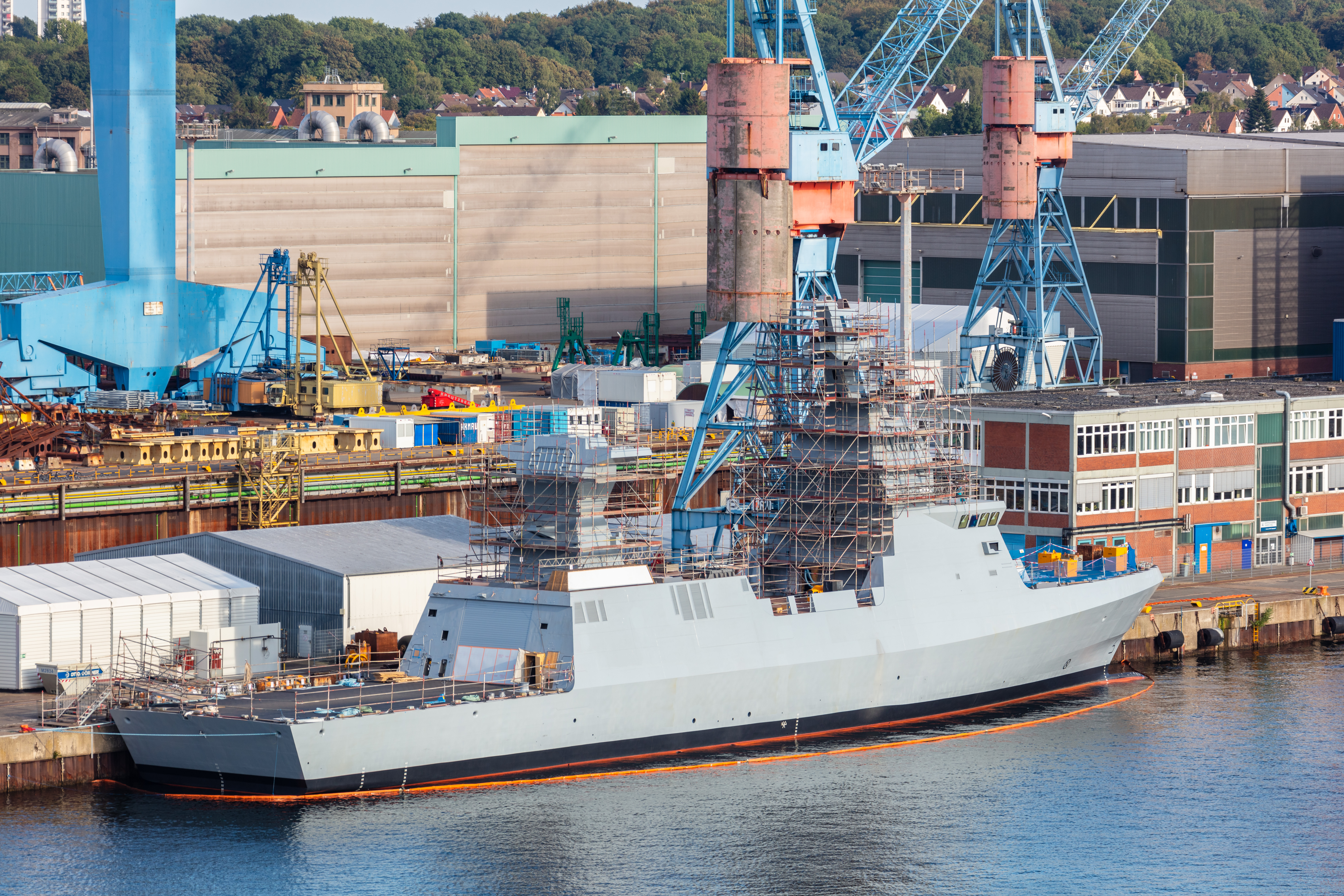
Navío en construcción, puerto de Kiel, Alemania.

Hasta el siglo XVII no empezaron las primeras construcciones en metal, durante la revolución industrial se crearon los primeros diques secos artificiales con ladrillos, mientras que los materiales plásticos y los compuestos de fibra de vidrio o fibra de carbón con resinas epóxicas empezaron en el siglo XX.
También en el siglo XX se han desarrollado técnicas de epoxidización de maderas, lo que las hace más duraderas y resistentes, y han abierto la nueva construcción de barcos en madera. La FAO ha publicado varios textos referentes a la construcción de pesqueros artesanales en ferrocemento;como detalle curioso se puede citar que el casco está terminado en menos de 72 horas desde el inicio del proceso, pero es necesaria la participación de un total de 47 personas para la construcción.
Cabe señalar que no solo en los astilleros se fabrican embarcaciones. Hoy en día se puede realizar mediante una maestranza, y su ensamblado se puede realizar en esta dependiendo de las capacidades de espacio, o se puede construir por parte y se ensambla en el terreno.

## Cáñamo en la navegación
En el siglo XV, el cáñamo era esencial para la navegación europea, especialmente para la fabricación de velas y cabos. La supremacía de Holanda como potencia naval se basaba en gran medida en su liderazgo en la industria del cáñamo. La demanda de cáñamo para los barcos era enorme, tanto que un solo barco podía necesitar hasta 100 toneladas de cáñamo para su equipamiento. Esta demanda de cáñamo influyó significativamente en el desarrollo económico y geopolítico de Europa en ese tiempo.

## Tipos de barcos
La construcción de una embarcación depende de muchos factores. Los más importantes son dos: el tipo de embarcación y ellos materiales empleados. A partir de una lista de varias embarcaciones se resumirán a continuación los materiales, las técnicas de construcción del casco y los sistemas de propulsión.

### Balsas

#### Balsas primitivas

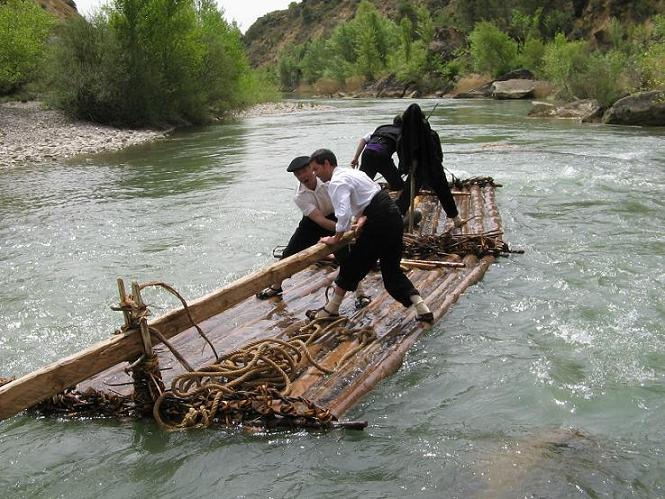
Balsa por el río Gállego

Las balsas primitivas debieron de ser muy parecidas a los actuales, todavía construidos por varios grupos humanos. Una balsa está formada por algunos elementos de flotación (cañas, tallos de plantas acuáticas, juncos, troncos de árbol,...) unidos formando una plataforma que flota sobre el agua.
- El material de partida depende de las existencias locales.
  - Cañas: cañas comunes, bambúes, totora, papiro, ...
  - Troncos de árbol: son preferibles los árboles con madera de baja densidad y que crezcan cerca de la orilla de un río o de un lago, o de la costa del mar.
- Sistema de unión.
  - Generalmente en base de cuerdas de fibras vegetales, corteza flexible, lianas,...

#### Balsas modernas
Además de las balsas pequeñas empleadas por algunas tribus o exploradores, hay balsas más grandes usadas en el transporte de madera.
- En base de balsas y de raiers mucha madera del bosques de los Pirineo bajaba por varios ríos hasta parar al río Ebro. Tortosa fue un importante centro de recepción y distribución de madera.

### Canoas monoxiles

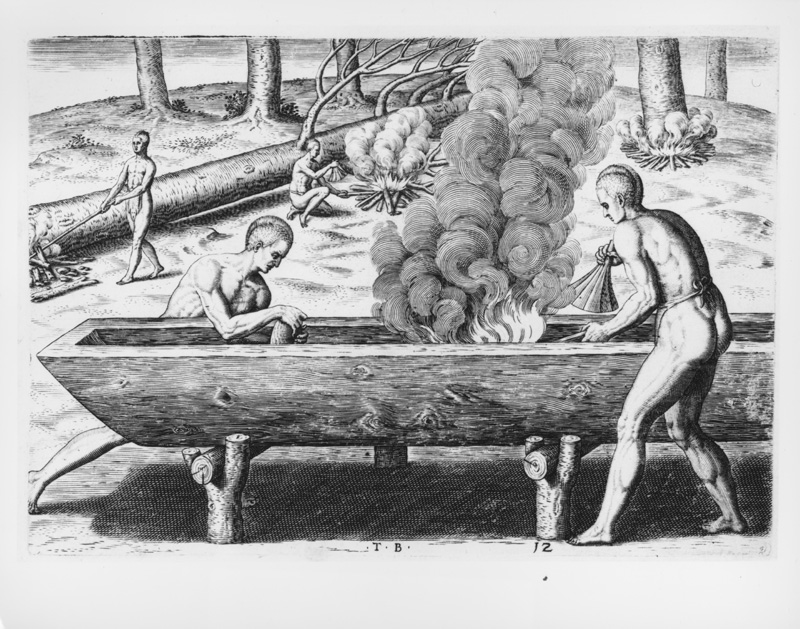
Vaciando una canoa monòxila con fuego y rascándolo con conchas. Grabado de 1550.

Las canoas monóxilas o cayucos se consideran las embarcaciones más antiguas usadas por los humanos. Y siguen siendo fabricadas actualmente.
El concepto es muy sencillo: el casco está formado por un tronco de árbol vaciado a manera de caja o cuna.
- Materiales.
  - Troncos de árboles próximos a las orillas o a las costas.
- Propulsión.
  - Remos
  - Pértigas
  - Vela
  - Motor

#### Dalcas
Las dalcas fueron construidas hasta el siglo XIX en el sur de Chile.

#### Literatura
La obra Robinson Crusoe menciona algunas canoas hechas a partir de un tronco de árbol.

### Coracles
425 a. C. Heródoto escribió sobre los coracles de los armenios, con estructura de salze y forrados de pieles. Cargados de paja, los más pequeños llevaban un burro y un tripulante. Según Heródoto, a Babilonia llegaban coracles que podían cargar 5000 talentos (unas 150 toneladas).

### Botes

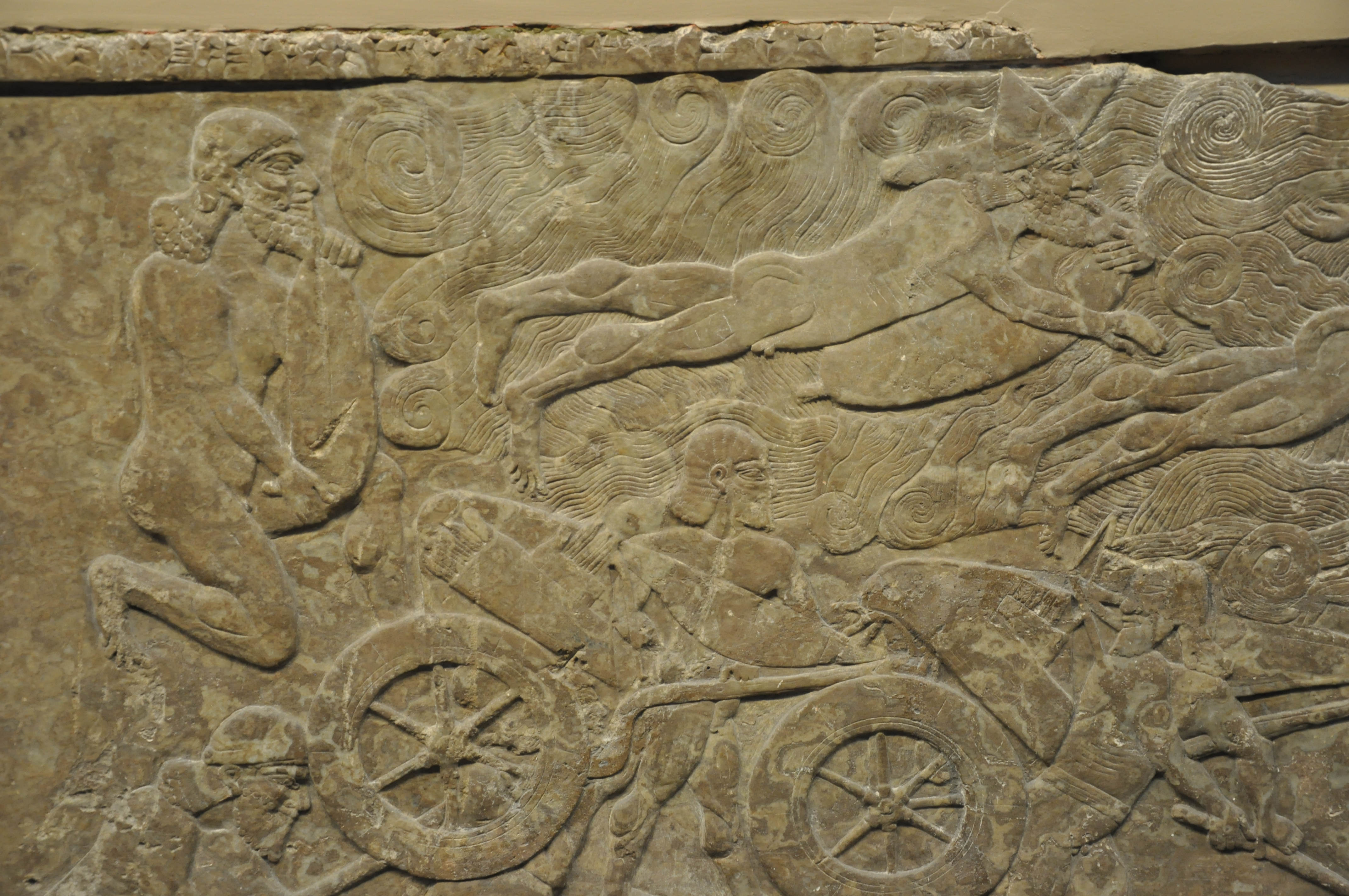
.

Los odres hinchados o parcialmente llenos de paja fueron embarcaciones documentadas desde tiempos remotos.
- Materiales.
  - El ejemplo más típico es el del bote hecho a partir de la piel casi entera de un mamífero (cabra, buey, búfal, iac,...). con los únicos cortes del cuello o de las extremidades.
- Propulsión
  - Remando con las manos en odres individuales
  - Remando con pagaies en las balsas formadas por una plataforma con varios odres.
- Uso de los odres o botes de piel para atravesar ríos y regiones costeras, por ejemplo las balsas de cuero de lobo usadas en la costa oeste de América del Sur..[4][5][6][7]

### Barcas de cañas

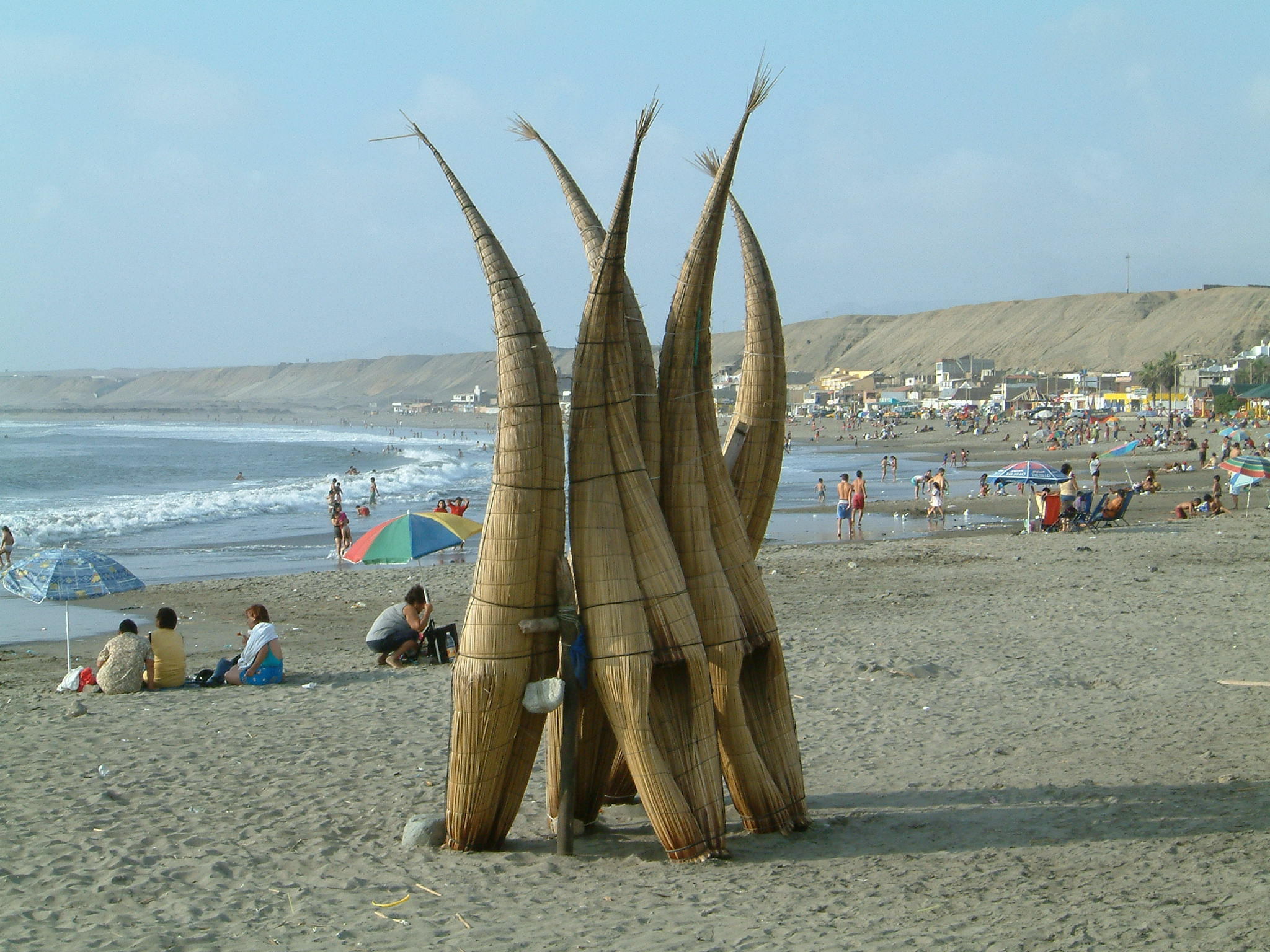
.

Las barcas de cañas, de papiros, de linde, de mimbre o de materiales similares fueron la evolución natural de las balsas primitivas. A menudo el sistema de unión de los elementos flotantes consistía en tiras del mismo material.
- Hay documentación sobre la existencia de barcas de cañas relativamente grandes en Egipto, Sumer, Asiria y otras civilizaciones antiguas.
  - Este tipo de barcas iba protegida por una capa de betún (o de betún mezclado con arcilla).
  - Muchas barcas disponían de muchas ramas de madera usadas como refuerzo
- Un ejemplo muy antiguo y todavía usado actualmente son las barcas de totora, en el Perú.

### Primeros cascos de piezas de madera unidas
Las barcas de un tronco de madera vaciado eran de tamaño limitado por las dimensiones del árbol de partida. La posibilidad de construir cascos mediante piezas de madera unidas permitió bastimentos de dimensiones más grandes. Más largos y, principalmente, más anchos.

Los antiguos egipcios, los fenicios, los asirios y otras civilizaciones conocían algunas técnicas de unión (y de diseño general) que hacían posible la construcción de barcos relativamente grandes.

#### Planchas machihembradas sin seguro y cosidas

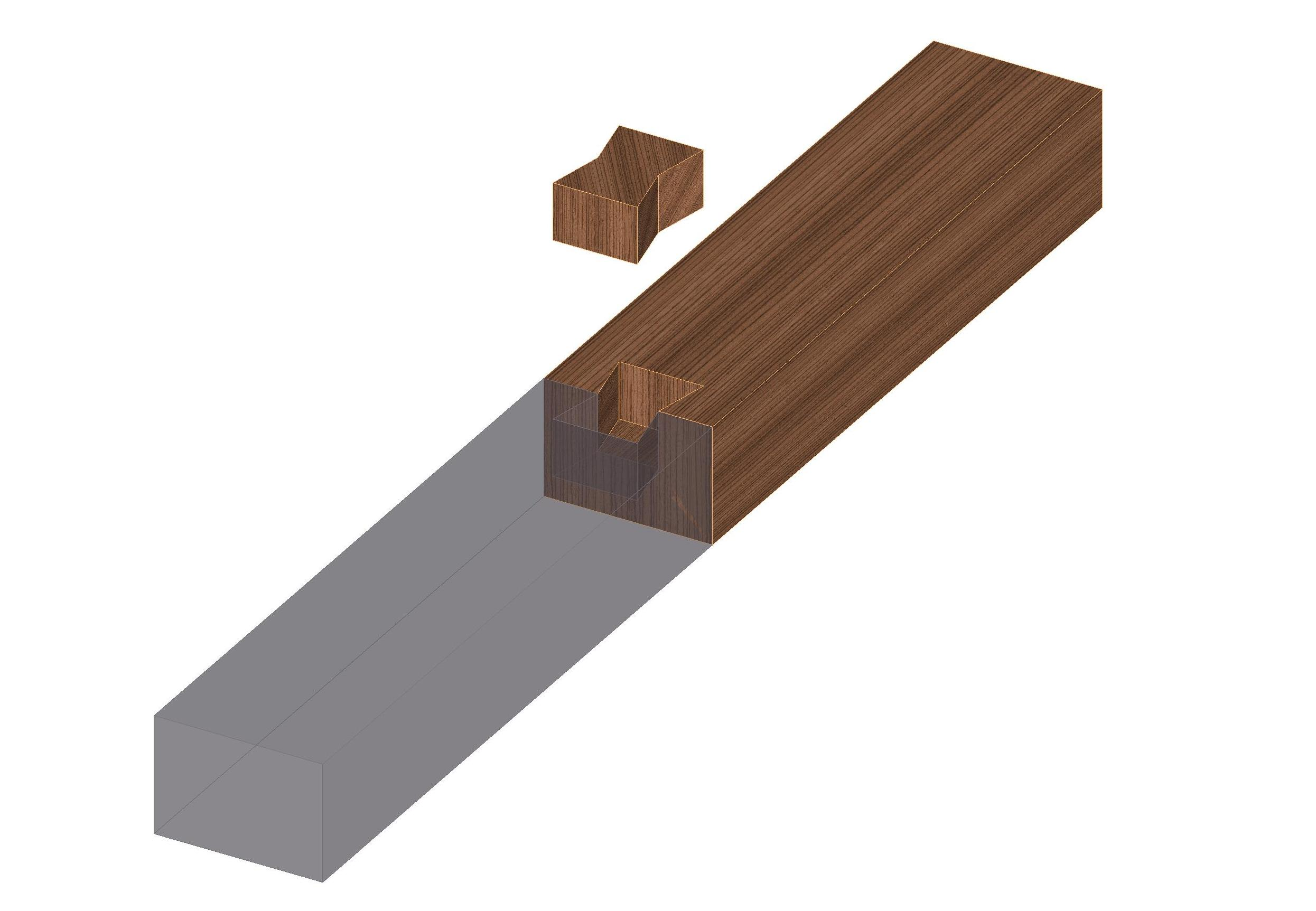
Unión de piezas de madera con una cola de milano postiza.

Uno de los sistemas de construcción más antiguos basado en piezas de madera unidas empleaba conjuntamente dos técnicas de unión:
- las planchas se unían al largo mediante un machihembrado de mecha y caja (uno de los tablones tenía una mecha de sección rectangular, tajada a partir del mismo tablón; esta mecha encajaba el cabo del otro tablón, que disponía de una caja hembra cortada rebajando el tablón correspondiente)
- dos tiras largas, formadas según los sistema anterior, se podían coser haciendo passants cuerdas de fibra vegetal por agujeros previamente practicados en los lados a unir de cada tira.

Todo el casco se podía construir a partir de varias tiras cosidas entre sí. Hacía falta calafatar con betún todas las fisuras. También había que asegurar la resistencia del conjunto con refuerzos interiores y con cuerdas que limitaran los desplazamientos longitudinales.

Machihembrados fenicios ("coagmenta punicana" en latín).

- Algunos ejemplos de este tipo de construcción son las barcas solares egipcias. Una de las ventajas del sistema es que proporciona cascos desmontables con relativa facilidad.
  - Barcas de Abydos
  - Barca solar de Keops
  - Barcas sagradas egipcias

En hallazgos arqueológicos de barcas egipcias se han encontrado uniones en base de colas de milano postizas. Algunos expertos opinan que se trataba de reparaciones posteriores a la construcción original de los barcos.